# Ciclope

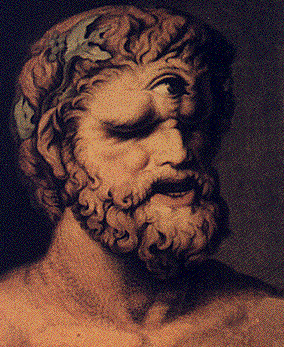
Polifemo, filho de Posídon e da ninfa Teosa. Nessa imagem vemos que Polifemo só tem um olho mas no lugar onde ficariam os olhos como os de nós, há buracos para enganar vitimas

Os ciclopes (do grego antigo Κύκλωψ, "olho redondo", de κύκλος, transl. kýklos, 'círculo', e ὤψ, transl. ṓps, 'olho') eram, na mitologia grega, gigantes imortais com um só olho no meio da testa que, segundo o hino de Calímaco, trabalhavam com Hefesto como ferreiros, forjando os raios usados por Zeus.
Os ciclopes podem ser divididos em dois grupos de acordo com o tempo de existência:
os ciclopes antigos (ou primeira geração) e os ciclopes jovens (nova geração).
Eles aparecem em muitos mitos da Grécia, porém com uma origem bastante controversa. De acordo com sua origem, esses seres são organizados em três diferentes espécies:
os urânios, filhos de Urano e Gaia, os sicilianos, filhos do deus dos mares Posídon, e os construtores, que provêm do território da Lícia.

## Os urânios

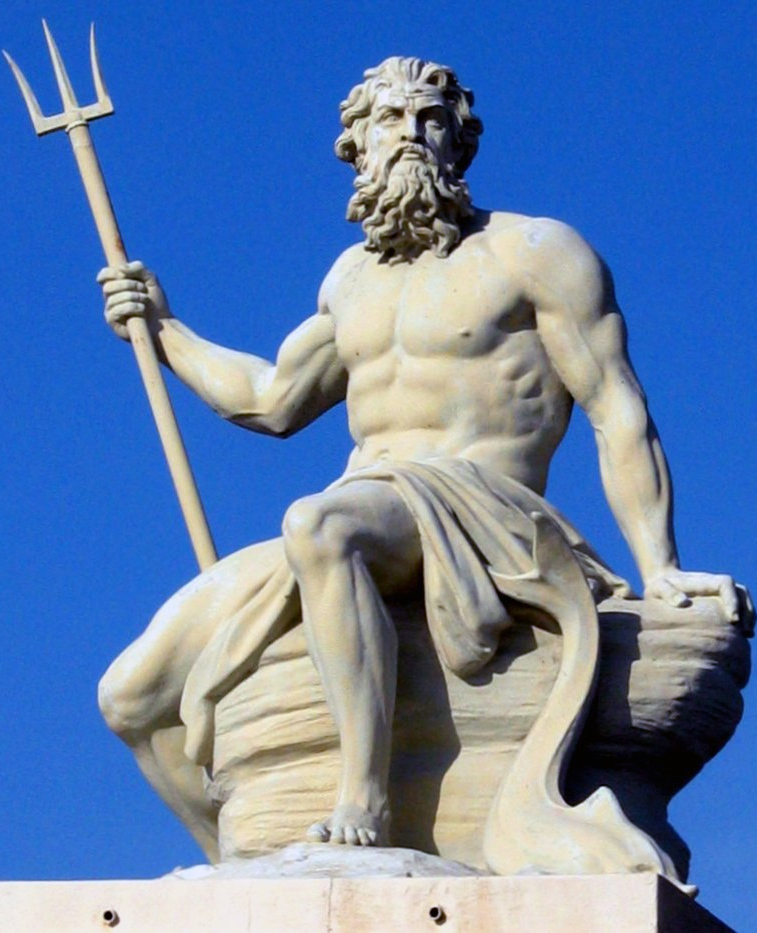
Posídon com seu tridente, presente dos ciclopes

Arges, Brontes e Estéropes são considerados os ciclopes mais antigos, descendendo de Urano e Gaia. Diz a lenda que, ao nascerem e por causa de seus enormes poderes, seu pai Urano, senhor dos céus, trancou-os no interior da Terra com seus irmãos, os hecatônquiros, gigantes de cem braços e cinquenta cabeças. Gaia, encolerizada por ter os filhos presos no Tártaro, incita-os a apoiar a guerra travada por cinco dos seis titãs, também seus filhos com Urano, a fim de tomar o trono do pai que, à época, governava o céu. Os titãs vencem, porém os ciclopes são enviados novamente para o abismo do Tártaro.
Por vezes, Zeus, assim como seus irmãos Posídon e Hades, libertava os ciclopes com a intenção de tê-los como aliados na guerra contra Cronos e os titãs. Os ciclopes, como bons ferreiros, forjaram armas mágicas e poderosas para Zeus e seus irmãos: Zeus recebera raios e relâmpagos, Posídon, um tridente capaz de provocar terríveis tempestades, e Hades, o Elmo do Terror, que lhe dava invisibilidade.
Tempos depois, quando os ciclopes já eram considerados ministros de Zeus e seus ferreiros permanentes, o grande deus percebeu uma ameaça no médico Asclépio, filho do deus Apolo. Asclépio, por meio de muito estudo, conseguiu fazer ressuscitar os mortos. Então, para que isso não causasse qualquer impacto com a ordem do mundo, Zeus decidiu exterminá-lo. Transtornado e ofendido com a ira de Zeus sobre seu filho, Apolo decidiu matar os ciclopes que fabricavam os seus raios. Há indícios de que não foram os ciclopes que morreram pelas mãos de Apolo, mas sim seus filhos.

## Os sicilianos
Essa raça é retratada nos poemas homéricos como gigantescos e insolentes pastores fora da lei, os quais habitavam a parte sudoeste da Sicília. Não se importavam muito com a agricultura e todos os pomares cultivados naquelas terras eram invadidos por eles, quando procuravam por comida. Registra-se que, por vezes, comiam até mesmo carne humana. Por este motivo, eram considerados como seres que não possuíam leis ou moral, morando em cavernas, cada um deles, com sua esposa e filhos, os quais eram disciplinados de forma bastante arbitrária pelos mesmos.
Ainda segundo Homero, nem todos os ciclopes possuíam apenas um olho no centro da testa, entretanto Polifemo, que era considerado o principal dentre todos os outros, esse sim tinha apenas um olho em sua testa.
Homero ressalta, ainda, que os ciclopes descritos em seus poemas não serviam mais a Zeus e desrespeitavam o grande deus.

### Outro mito sobre os sicilianos

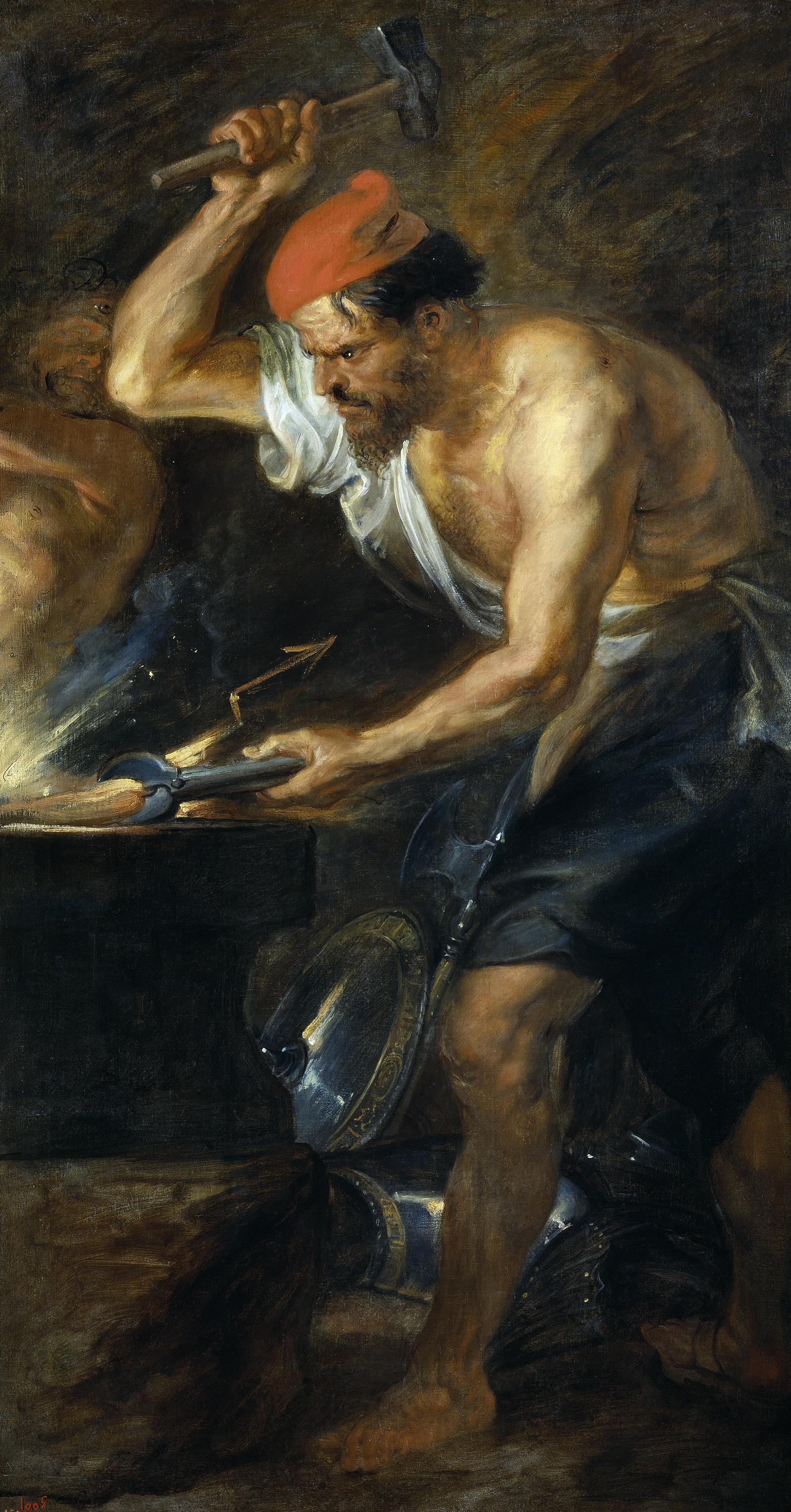
Vulcano (ou Hefesto) forjando os raios de Zeus, por Peter Paul Rubens,
Museu do Prado

Segundo Virgílio e Eurípedes, os ciclopes eram assistentes de Hefesto e trabalhavam dentro dos vulcões junto com o deus, tanto no monte Etna, na Sicília, como em outras ilhas mais próximas. Os dois filósofos não os descreviam mais como pastores, mas como ferreiros que trabalhavam para os deuses e heróis, forjando suas armas. O poder dos ciclopes era tão grande que a Sicília, e outros locais mais próximos, conseguiam ouvir o som de suas marteladas quando trabalhavam na forja. Acredita-se que o número de ciclopes tenha aumentado, segundo os poetas, e que sua moradia tenha sido remanejada para a parte sudeste da Sicília.
Há, ainda, um mito sobre os ciclopes mais jovens, ou nova geração. Tais ciclopes eram também gigantes e tinham um olho em suas testas, porém, diferentemente das raças anteriores, eram pastores e viviam em uma ilha chamada Hypereia, conhecida entre os romanos como a Sicília. Foi exatamente um desses ciclopes, Polifemo, que Ulisses encontrou quando de sua viagem de regresso à Ítaca, seu lar.
Diz-se que essa nova raça de ciclopes nasceu do sangue do deus Urano que espirrou sobre a Terra, Gaia. Entretanto, Polifemo não era filho de Urano e Gaia, mas de Posídon com a ninfa Teosa.

## Terceira espécie
Diz-se que há, ainda, uma terceira raça de ciclopes, denominados construtores, provenientes do território da Lícia. Esses possuíam grande poder físico e não eram violentos. Seus trabalhos eram muito pesados e nenhum humano conseguiria realizá-lo tão facilmente. Suspeita-se de que esses ciclopes sejam os responsáveis pela construção das muralhas das cidades de Tirinto e Micenas.